# Harzer Zinkoxide
Die Harzer Zinkoxide GmbH, kurz Harzer Zinkoxide oder HZO, ist ein Chemiebetrieb in Bad Harzburg, Landkreis Goslar. Das Unternehmen ging aus einem Teilbetrieb der Zinkhütte Harlingerode hervor.

## Geschichte

### Vorgängerunternehmen

Logo von Norzinco (2002–2020)

Seit 1937 kümmerte sich die Vertriebsgemeinschaft für Harzer Zinkoxide GmbH (VHZ) um die Vermarktung der Zinkoxidprodukte der Zinkoxydhütte Oker. Die VHZ befand sich zu 57 % in Händen der Preussag AG, den Rest teilten sich die Privatunternehmer Heubach, Haacke und Werner in Langelsheim. Nachdem 1971 die Zinkoxidproduktion auf der Zinkoxydhütte wegen Absatz- und Versorgungsschwierigkeiten geendet hatte, plante die VHZ ein neues Werk unter eigener Leitung. Dazu wurde 1972 die stillgelegte New-Jersey-Feinzinkanlage auf der Zinkhütte Harlingerode übernommen und zur Zinkoxidproduktion umgebaut.
Von 1988 bis 2000 wurden einige Retorten der Zinkhütte in Eigenregie betrieben und die dortige, größere Einschmelzanlage (Induktionstiegelofen) erworben. Die Leitung des Unternehmens oblag den Familien Heubach und Haacke und nannte sich jetzt Harzer Zinkoxide GmbH (HZO). Kurz vor der Stilllegung der Minihütte übernahm 1998 die Metaleurop S.A., die auch Mutterkonzern der Harz-Metall GmbH war, den Betrieb. Das Unternehmen nannte sich anschließend Metaleurop Niederlassung Harzer Zinkoxide.
Die Preussag AG Metall brachte ihre Hüttenaktivitäten im Oktober 1988 in die zusammen mit dem französischen Montankonzern Penarroya gegründete Metaleurop S.A. mit Sitz in Paris ein. Die HZO wurde nach dem Erwerb zunächst eine Niederlassung. Im Jahr 2002 kam es zu einem Zusammenschluss mit dem französischen Mitbewerber Norzinco S.A. Von der Metaleurop wurden 55 % des jetzt Norzinco GmbH Harzer Zinkoxide genannten Unternehmens gehalten. Die Metaleurop firmierte 2007 zur Recylex Group um.
Durch stetig sinkende Metallpreise infolge der Wirtschaftskrise 2020 meldete Norzinco zusammen mit Harz-Metall Insolvenz an und wurde infolgedessen von der Muttergesellschaft Recylex Group abgestoßen. Nachdem zunächst zum 31. Juli 2020 das endgültige Aus für das Werk verkündet wurde, konnte vor Abschluss dieser Frist die österreichische IMR Group als Käuferin gefunden werden.

### Aktueller Betrieb
Zum 1. Oktober 2020 übernahm sie mit reduzierter Belegschaft (57 von ursprünglich 75) wieder die Geschäftsführung. Die Liegenschaften befinden sich nun in Besitz der zum selben Zeitraum gegründeten Industriepark und Verwertungszentrum Harz GmbH und sind an die Harzer Zinkoxide GmbH vermietet.

## Produktion

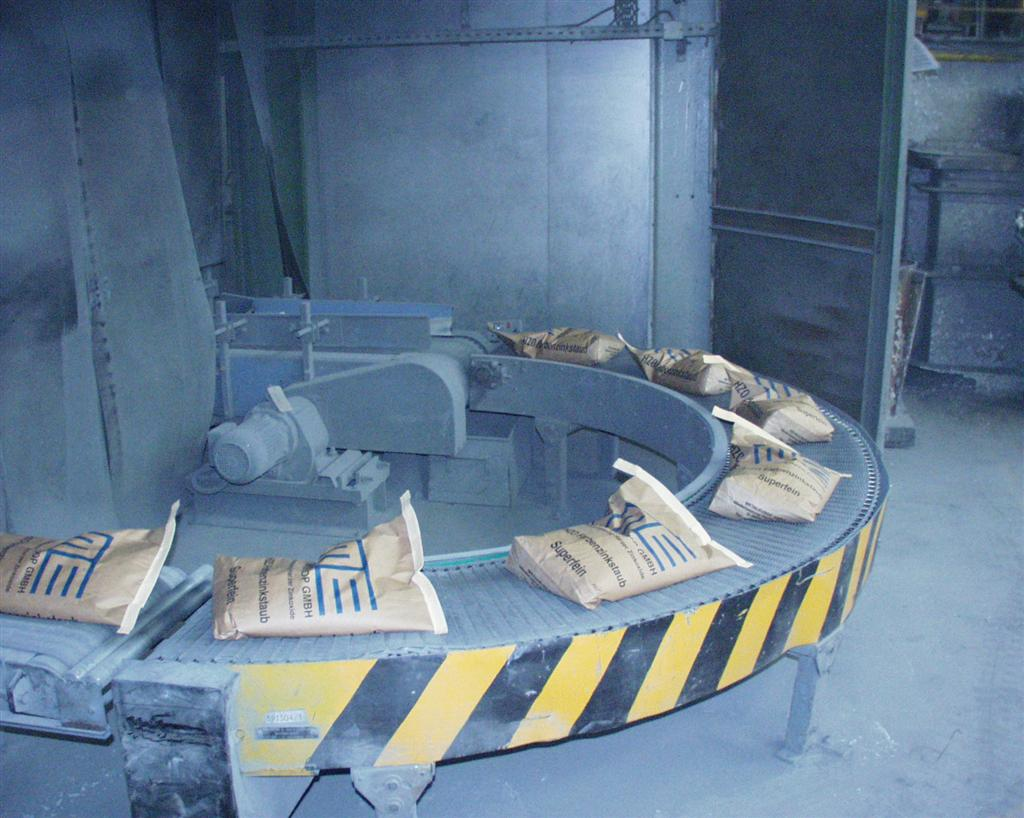
Verpackung von Zinkstaub in Papiersäcken

Die Erzeugung des Zinkoxides erfolgt in den ehemaligen Feinzinkdestillationskolonnen nach dem sogenannten French-Process. Dazu wurde die Höhe der Schüsselsäulen etwas verkleinert und anstatt des Kondensators eine Brennkammer angeschlossen. In dieser wird der austretende Zinkdampf mit Luftsauerstoff zu hochreinen Zinkoxid verbrannt. Wahlweise kann auch ein Spezialkondensator nach Patent der Real Compania Asturiana de Minas S.A. aus Spanien beaufschlagt werden. Darin wird unter Schutzatmosphäre metallischer Zinkstaub niedergeschlagen. Durch die Verwendung der Rektifikationsöfen wird ein nahezu bleifreies Zinkoxid hergestellt. Dadurch, dass der Unterlauf der sogenannten Bleisäulen, das Waschzink, in eine separate Säule aufgegeben werden kann, ist die Erzeugung eines cadmiumfreien Oxides für medizinische Anwendungen (z. B. Cremes, Pflasterbeschichtungen) möglich. Die Anlage kann nur mit Flüssigzink beaufschlagt werden. Deshalb bestehen mehrere Einschmelzanlagen für metallische Vorstoffe, wie Oberschlacken aus der Feuerverzinkung und Zinkschrotte.
Aus 20.000 Tonnen Zinkvorstoffen werden derzeit im Jahr 20.000 Tonnen Zinkoxid und 4.300 Tonnen Zinkstaub hergestellt.